# Chapas (juego de apuestas)
Las Chapas o Las Charpas es un juego de azar en el que, básicamente, se apuesta dinero a la posibilidad de que salga cara o cruz, dos caras o dos cruces (o también llamadas lises las cruces, en singular lis), del resultado de tirar dos monedas al aire. Las monedas con las que se juegan son dos perras gordas (moneda de 10 céntimos de Alfonso XII) en cuyo reverso se ha trazado, normalmente pintada, una cruz o aspa. Es muy popular en ciertas zonas del centro-norte-este de España como en Castilla y León (provincia de Palencia, provincia de León y provincia de Zamora, núcleos de la provincia de Burgos como Miranda de Ebro, La Rioja (Haro); provincia de Alicante (Confrides); provincia de Huelva (Chucena) y otras zonas donde cuenta con gran tradición. 
Tradicionalmente se juega en Semana Santa y en las fiestas locales, estando actualmente regulado el desarrollo de la partida y las fechas en las que se puede jugar legalmente, aunque siguen existiendo partidas ilegales. Durante la dictadura del general Franco estuvo prohibido su juego, pero se solía hacer la vista gorda, sobre todo los días de Jueves y Viernes Santo.
La tradición de jugar en Semana Santa viene de como se supone que los soldados romanos se jugaron la Santa Túnica de Jesucristo a cara o cruz (la película La túnica sagrada lo refleja en una de sus escenas).
Las leyendas populares y algunas obras escritas hablan de partidas "legendarias" en las que se apostaron grandes sumas de dinero, propiedades e incluso "la mujer" y/o "la hija". Hoy en día están prohibidas las apuestas que no sean en metálico.[cita requerida]

## Desarrollo del juego
El juego está regulado por un reglamento, publicado en forma de decreto en el Boletín Oficial de Castilla y León el 23 de enero de 2002, que permite desarrollar este tipo de juego de apuestas monetarias.
El juego se realiza en lugares públicos, habitualmente en los bares más grandes de cada localidad. El reglamento básicamente obliga a los lugares en que se celebra a contar con una solicitud de autorización y pago de una tasa; a evitar jugar cantidades elevadas y admitir sólo dinero en efectivo, nunca otro tipo de bienes como objetos, inmuebles o animales; así mismo, los días autorizados están restringidos al Jueves, Viernes y Sábado Santo de la Semana Santa, aunque también se pueda permitir en alguna otra festividad especial de las localidades.
Hay variantes en el juego según la tradición de cada localidad, aunque a grandes rasgos las reglas son las mismas.
El "corro", nombre como se conoce popularmente al lugar donde se desarrolla el juego al disponerse los jugadores en un corro circular rodeando al lanzador, lo organiza un "baratero" que además cuida del orden y del pago de las apuestas.
Para saber quien inicia el juego, el baratero lanza las monedas al aire. Lo inician los apostantes cuyo resultado les sea favorable (cara o lis).
Las monedas se colocan cruz contra cruz y se lanzan al aire intentando que sea lo más vertical posible. De existir techo, si lo toca, el lanzamiento queda anulado (y el baratero nos avisará diciendo «barajo» indicando tirada nula). En caso de salir una cara y una cruz se tiene que repetir la tirada hasta que salgan dos caras o dos cruces. 
El que tira las monedas suele jugar contra el resto (es la banca) y escoge si elige caras o cruces. Su elección es anunciada por el baratero en cada tirada, alto y claro, así como el importe que se arriesga en cada tirada. El dinero de las apuestas se deposita, habitualmente, en el suelo.
Una variante habitual del juego, en el caso de pérdida del baratero, obliga a éste a casar el dinero de cada jugador con la misma cantidad de dinero que cada uno haya depositado en el suelo, es decir, si un jugador ha apostado 20€, el baratero añadirá otros 20€, sin ningún límite impuesto. Por lo tanto es común la presencia de acuerdos del baratero con otras personas que se mantienen al margen del juego para poder cubrir este tipo de imprevistos, con los cuales, tras el fin del juego se hacen cuentas y se reparten las ganancias o pérdidas.
Otra variante del juego permite al baratero imponer un límite de apuestas, por lo que en el suelo siempre se verá el importe arriesgado por la banca, al que se suma lo que la gente va depositando para cubrir esas apuestas (si la banca se juega 100 €, en el suelo tiene que haber 200€). El que tira las monedas suele seguir tirando hasta que falle y puede ir retirando dinero en cada tirada, de manera que siempre puede jugárselo todo mientras siga acertando, jugarse parte o jugarse sólo la "postura" (apuesta inicial) y retirar el resto.
El baratero o la casa se suele llevar un tanto por ciento de las apuestas (suele ser el 10%).
Algunas veces o en algunos corros, se permiten las apuestas "por fuera", o sea, apuestas entre jugadores que pueden estar o no en el corro. A veces surgen problemas o disputas por realizarse estas apuestas "por fuera" ya que el baratero no recibe un tanto por ciento de ellas.
Algunas de las expresiones utilizadas en el juego son "cien a caras", "trescientos a cruces", "a caras va la mano", "¡arriba las chapas!" o "son cruces, pierde la mano".